# Заводчиков, Сергей Григорьевич
Сергей Григорьевич Заводчиков (21 апреля 1904, Аскино, Уфимская губерния — 28 сентября 1969, Свердловск) — советский горный инженер, первооткрыватель Чапинского месторождения россыпного золота; инженер-майор.
Состоял членом Учёного совета Горно-геологического института Уральского отделения АН СССР и Научного совета по изучению закономерностей размещения россыпей главнейших полезных ископаемых Госкомитета по координации Научно-исследовательских работ при Совете Министров РСФСР. Автор трёх научных трудов, включая монографическую статью о золоторудных месторождениях Невьянского района, опубликованную в сборнике «200 лет золотой промышленности Урала» (Свердловск, 1948).

## Биография
Родился 21 апреля 1904 года в селе Аскино (ныне — Аскинский район Башкортостана) в семье писаря.
В 1921 году окончил школу и поступил в Уральский государственный университет. В 1929 году окончил Уральский политехнический институт, выделенный к этому времени из университета, получив квалификацию горного инженера по геологоразведочной специальности. Сразу был назначен начальником геологоразведочного отдела недавно организованного Невьянского приискового управления, занимавшегося разведкой и эксплуатацией золоторудных месторождений; проработав на нём по 1937 год. В 1938—1939 годах Заводчиков работал геологом Березовского рудника и в тресте «Уралзолото».
С 1940 года и в течение всей Великой Отечественной войны работал заместителем главного геолога треста «Уралзолото». С 1945 по 1959 год был главным геологом треста. В 1960 году, в связи с ликвидацией геологоразведочных трестов, Заводчиков перешел на работу в Уральское геологическое управление, где работал старшим геологом по благородным металлам геологического отдела, выйдя на пенсию в апреле 1969 года.
Умер 28 сентября 1969 года в Свердловске, похоронен на Широкореченском кладбище города. Позже рядом с ним была похоронена его жена — Кузнецова Александра Григорьевна (1901—1983), врач-фтизиатр.

## Заслуги и награды
- Под руководством и непосредственном участии С. Г. Заводчикова на Урале были проведены значительные геологоразведочные работы, приведшие к открытию и переоценке многих месторождений золота, платины, иридия.
- За открытие в 1954 году и последующую разведку в 1955—1960 годах Чапинского месторождения россыпного золота, в марте 1969 года Заводчиков был удостоен диплома и знака «Первооткрыватель месторождения».
- Был награждён орденом Трудового Красного Знамени (1954) и медалями, в числе которых «За доблестный труд в Великой Отечественной войне 1941—1945 гг.» (1946).
- Его имя занесено на мраморную памятную доску «Первооткрыватели месторождений и крупные организаторы геологического изучения Урала», установленную в вестибюле станции екатеринбургского метро «Геологическая».[1]